# Масарик (фільм)
Масарик (чеськ. Masaryk, в англомовному прокаті A Prominent Patient) — чесько-словацький біографічний драматичний фільм 2016 року режисера Юліуса Шевчика. Фільм був показаний у спеціальній секції Берлінале на 67-му Берлінському міжнародному кінофестивалі. Він здобув дванадцять чеських левів, у тому числі чеського лева за найкращий фільм. Перший показ фільму відбувся у кінотеатрі Lucerna Kino.

## Сюжет
Дія фільму розгортається в 1937—1939 роках, трьох останніх років життя Яна Масарика, коли він був послом Чехословаччини у Великій Британії. Фільм починається зі смерті першого чехословацького президента і батька Яна Томаша Гарріга Масарика. Ян стає послом у Великій Британії. Чехословаччина зазнає агресії з боку нацистської Німеччини, яка підтримує судетських німців. Масарик намагається переконати уряд Сполученого Королівства допомогти його батьківщині, але за умовами Мюнхенської угоди Чехословаччина змушена віддати Німеччині свої прикордонні території. Спустошений Ян Масарик виїжджає до Сполучених Штатів. У жовтні 1938 року він опинився у психіатричному санаторії у Вайнленді, штат Нью-Джерсі. В інтерв'ю з директором інституту доктором Штайном, німецьким емігрантом, який утік від Гітлера, він згадує своє недавнє минуле, смерть батька 1937 року і особливо неспокійні дні кінця вересня 1938 року, коли він служив послом Чехословаччини в Лондоні. Психічно неврівноважений, страждаючий на депресію, він гірко звинувачує себе за те, що неспромігся запобігти розпаду республіки. Німеччина вторглася до Чехословаччини, і Масарик тепер людина-вигнанець. В Америці він намагається забути особисту та політичну зраду, яку він та його країна пережили, але ці події затьмарюють кожен його крок. Як посол Чехословаччини в Лондоні Масарик не зміг заручитися підтримкою англійців та запобігти розоренню своєї країни. За допомогою доктора Штайна, німецького психіатра-емігранта та письменниці Марсії Давенпорт, Масарик намагається перемогти свої проблеми та заново пережити драматичні події, що призвели до початку Другої світової війни.

## Акторський склад
| Актор            | Роль                 |
| ---------------- | -------------------- |
| Карел Роден      | Ян Масарик           |
| Ганнс Зішлер     | доктор Штайн         |
| Олдржих Кайзер   | Едвард Бенеш         |
| Арлі Джовер      | Марсія Девенпорт     |
| Їржі Вьоралек    | Конрад Генлайн       |
| Емілія Вашаріова | Блаженка             |
| Єва Герцигова    | Мадла                |
| Мартін Хофманн   | секретар президента  |
| Зузана Кронерова | Аліса Масарикова     |
| Їржі Орнест      | Томаш Гарріг Масарик |
| Ян Грешо         | Мілан Ходжа          |
| Дермот Кроулі    | лорд Галіфакс        |
| Пол Ніколас      | Невілл Чемберлен     |
| Джина Бремхілл   | леді Енні Хіггінс    |
| Стюарт Мосс      | охоронець            |
| Джоан Блекхем    | місіс Фіцджеральд    |

## Фільмування
Зйомки складалися з двох частин. Восени 2015 року зйомки почалися в Словаччині, а в січні 2016 року перенеслися до Чехії. Деякі сцени також знімали в Нідерландах. Загалом зйомки тривали 40 днів. Сцени, що розгортаються в Лондоні, знімалися в Празі.

## Відгуки

### Критика
Фільм загалом отримав неоднозначні чи позитивні відгуки критиків. На агрегаторі Kinobox він має 68 %. Фільм отримав дванадцять нагород «Чеський лев» і вісім нагород «Sun in a Net Awards». Участь Масарика в Sun in a Net Awards привернула увагу завдяки його успіху на «Чеських левах». На Берлінському міжнародному кінофестивалі фільм отримав прохолодні відгуки від критиків. Критики розкритикували дешеві сцени сексу, епатажність фільму і заплутаний сюжет. Вони також розкритикували деяких акторів другого плану.

### Нагороди
| Нагорода                        | Категорія                      | Одержувач(и)                                  | Результат | Прим.         |
| ------------------------------- | ------------------------------ | --------------------------------------------- | --------- | ------------- |
| Нагороди «Чеський лев».         | Кращий фільм                   | Рудольф Бірманн, Юліус Шевчик                 | Перемога  | [ 17 ] [ 18 ] |
| Нагороди «Чеський лев».         | Кращий режисер                 | Юлій Шевчик                                   | Перемога  | [ 17 ] [ 18 ] |
| Нагороди «Чеський лев».         | Кращий актор у головній ролі   | Карел Роден                                   | Перемога  | [ 17 ] [ 18 ] |
| Нагороди «Чеський лев».         | Найкраща актриса другого плану | Арлі Джовер                                   | Номінація | [ 17 ] [ 18 ] |
| Нагороди «Чеський лев».         | Кращий актор другого плану     | Олдржих Кайзер                                | Перемога  | [ 17 ] [ 18 ] |
| Нагороди «Чеський лев».         | Кращий сценарій                | Петро Колечко, Алекс Кенігсмарк, Юліус Шевчик | Перемога  | [ 17 ] [ 18 ] |
| Нагороди «Чеський лев».         | Найкраща операторська робота   | Мартін Штрба                                  | Перемога  | [ 17 ] [ 18 ] |
| Нагороди «Чеський лев».         | Найкращий монтаж               | Марек Опатний                                 | Перемога  | [ 17 ] [ 18 ] |
| Нагороди «Чеський лев».         | Найкращий звук                 | Віктор Екрт, Павло Рейголец                   | Перемога  | [ 17 ] [ 18 ] |
| Нагороди «Чеський лев».         | Найкраща музика                | Міхал Лоренц, Криштоф Марек                   | Перемога  | [ 17 ] [ 18 ] |
| Нагороди «Чеський лев».         | Найкраща сценографія           | Мілан Бичек                                   | Перемога  | [ 17 ] [ 18 ] |
| Нагороди «Чеський лев».         | Кращі костюми                  | Katarína Štrbová Bieliková                    | Перемога  | [ 17 ] [ 18 ] |
| Нагороди «Чеський лев».         | Найкращі маски                 | Лукаш Краль                                   | Перемога  | [ 17 ] [ 18 ] |
| Нагороди «Чеський лев».         | Кращий плакат                  | Рудольф Бірман, Юліус Шевчик                  | Номінація | [ 17 ] [ 18 ] |
| Нагороди «Sun in a Net Awards». | Кращий фільм                   | Юлій Шевчик                                   | Номінація | [ 19 ]        |
| Нагороди «Sun in a Net Awards». | Кращий режисер                 | Юлій Шевчик                                   | Номінація | [ 19 ]        |
| Нагороди «Sun in a Net Awards». | Кращий сценарій                | Петро Колечко, Алекс Кенігсмарк, Юліус Шевчик | Номінація | [ 19 ]        |
| Нагороди «Sun in a Net Awards». | Найкраща операторська робота   | Мартін Штрба                                  | Перемога  | [ 19 ]        |
| Нагороди «Sun in a Net Awards». | Найкращий монтаж               | Марек Опатний                                 | Перемога  | [ 19 ]        |
| Нагороди «Sun in a Net Awards». | Найкращий звук                 | Віктор Екрт, Павло Рейголец                   | Перемога  | [ 19 ]        |
| Нагороди «Sun in a Net Awards». | Найкраща музика                | Міхал Лоренц, Криштоф Марек                   | Номінація | [ 19 ]        |
| Нагороди «Sun in a Net Awards». | Найкраща сценографія           | Мілан Бичек                                   | Перемога  | [ 19 ]        |
| Нагороди «Sun in a Net Awards». | Кращий режисер                 | Юлій Шевчик                                   | Перемога  | [ 19 ]        |
| Нагороди «Sun in a Net Awards». | Кращий актор у головній ролі   | Карел Роден                                   | Перемога  | [ 19 ]        |
| Нагороди «Sun in a Net Awards». | Кращий актор другого плану     | Олдржих Кайзер                                | Перемога  | [ 19 ]        |
| Нагороди «Sun in a Net Awards». | Найкраща актриса другого плану | Арлі Джовер                                   | Номінація | [ 19 ]        |